# Leptodesmus bidens
Leptodesmus bidens är en mångfotingart som beskrevs av Henri W. Brölemann 1901. Leptodesmus bidens ingår i släktet Leptodesmus och familjen Chelodesmidae. Inga underarter finns listade i Catalogue of Life.